# كارلوس فينلي
كارلوس خوان فينلي (بالإسبانية: Carlos Finlay)‏ (3 ديسمبر 1833 - 20 أغسطس 1915) طبيب وعالم كوبي. أشتهر بأبحاثه في مرض الحمى الصفراء. يعتبر أول من اشار إلى ان البعوض يحتمل أن يكون هو الناقل لمرض الحمى الصفراء في سنة 1881 م. وبعدها بسنة استطاع اكتشاف فصيلة البعوض المسؤلة عن نقل المرض. يُحتفل في ذكرى مولده من كل عام (3 ديسمبر) بيوم الطبيب الكوبي.

## سيرة شخصية

### النشأة وتعليمه
ولد خوان كارلوس فينلي إي دي باريز في بويرتو برينسيبي (كاماغوي الآن)، في كوبا. والده الدكتور إدوارد فينلي المولود في اسكتلندا ووالدته إليسا دي باريز فرنسية المولد.
كانت كوبا في ذلك الوقت جزءًا من مملكة إسبانيا. عكس فينلي ترتيب أسمائه إلى «كارلوس خوان» في وقت لاحق من حياته. كان والده طبيبًا قاتل إلى جانب سيمون بوليفار، وكانت عائلته تمتلك مزرعة قهوة في القيزار. التحق بالمدرسة في فرنسا عام 1844، لكنه أُجبر على العودة إلى كوبا بعد عامين لأنه أصيب بالكوليرا.
عاد فينلي إلى أوروبا في عام 1848، لكنه علق في إنجلترا لمدة عامين آخرين بسبب الاضطرابات السياسية، وبعد وصوله إلى فرنسا لمواصلة تعليمه، أصيب بحمى التيفوئيد وعاد مرة أخرى إلى كوبا.
لم تعترف جامعة هافانا بسجلاته الأكاديمية الأوروبية، فالتحق بكلية جيفرسون الطبية في فيلادلفيا، بنسلفانيا، والتي لم تتطلب شروطًا مسبقة، وهناك التقى فينلي جون كيرسلي ميتشل أحد مؤيدي نظرية الجراثيم المرضية، وابنه سيلاس وير ميتشل الذي أشرف على دراسته. تخرج فينلي من كلية طب جيفرسون عام 1855. عاد بعد ذلك إلى هافانا وأسس عيادة لطب العيون عام 1857، ثم درس في باريس في الفترة 1860-1861. تزوج في أكتوبر 1865 من أديلا شاين وأنجبا ثلاثة أبناء: تشارلز وجورج وفرانك فينلي.

### أعماله اللاحقة
برزت أعمال فينلي التي نفذها خلال سبعينيات القرن التاسع عشر إلى الصدارة أخيرًا في عام 1900، فقد كان في عام 1881 أول من وضع نظرية مفادها أن البعوضة كانت تحمل الكائن الحي الذي يسبب الحمى الصفراء. قدم فينلي هذه النظرية في عام 1881 خلال المؤتمر الصحي الدولي ولقيت استقبالًا جيدًا. حدد فينلي بعد ذلك بعام نوع البعوض الذي ينقل الحمى الصفراء، وبعد هذا الاكتشاف صدرت توصيات للسيطرة على البعوض كوسيلة لمنع انتشار مرض الحمى الصفراء.
تأكدت فرضية فينلي بعد عشرين عامًا تقريبًا من قبل لجنة والتر ريد عام 1900. وأصبح فينلي كبير مسؤولي الصحة في كوبا من عام 1902 إلى عام 1909. على الرغم من أن ريد حصل على الكثير من التكريم في كتب التاريخ واعتبره البعض مكتشف سبب الحمى الصفراء، لكن ريد نفسه عزا الفضل إلى فينلي في اكتشاف ناقل الحمى الصفراء وبالتالي كيفية السيطرة عليها. استشهد ريد بأوراق فينلي العلمية في مقالاته الخاصة ومنحه الفضل في الاكتشاف في مراسلاته الشخصية.
قال الجنرال ليونارد وود الطبيب والحاكم العسكري الأمريكي لكوبا في عام 1900: «إن تأكيد نظرية الدكتور فينلي هو أعظم تقدم في العلوم الطبية منذ اكتشاف جينر للقاح الجدري».
ساعد هذا الاكتشاف ويليام غوغرس في تقليل حدوث وانتشار الأمراض التي ينقلها البعوض في بنما خلال الحملة الأمريكية التي بدأت في عام 1903 لبناء قناة بنما، وكان حوالي 10% من القوى العاملة يموتون كل عام بسبب الملاريا والحمى الصفراء.
كان فينلي عضوًا في الأكاديمية الملكية للعلوم الطبية والفيزيائية والطبيعية في هافانا، وكان يجيد الفرنسية والألمانية والإسبانية والإنجليزية ويمكنه قراءة اللاتينية. تنوعت اهتماماته كثيرًا وكتب مقالات حول مواضيع متنوعة مثل الجذام والكوليرا والجاذبية وأمراض النباتن ومع ذلك فقد كان اهتمامه الرئيسي منصبًا حول الحمى الصفراء، وقد ألَّف أربعين مقالة عن هذا المرض. تلقت نظريته القائلة بأن مضيفًا وسيطًا كان مسؤولًا عن انتشار الحمى الصفراء السخرية لعدة سنوات. رُشح فينلي سبع مرات لجائزة نوبل في علم وظائف الأعضاء والطب لكنه لم يحصل على الجائزة. حصل على وسام جوقة الشرف الوطني الفرنسي في عام 1908.

## اقرأ أيضاً
- الحمى الصفراء
- بعوضة الحمى الصفراء
- والتر ريد

## روابط خارجية
- كارلوس فينلي على موقع الموسوعة البريطانية (الإنجليزية)